# 9684 Olieslagers
9684 Olieslagers è un asteroide della fascia principale. Scoperto nel 1960, presenta un'orbita caratterizzata da un semiasse maggiore pari a 2,4297010 UA e da un'eccentricità di 0,1379998, inclinata di 1,90827° rispetto all'eclittica.